# ダニエル・リヴィノー
ダニエル・リヴィノー（Daniell Revenaugh, 1934年5月30日 - ）は、アメリカ合衆国出身のピアノ奏者、指揮者。
ケンタッキー州ルイビルの出身。1951年から1959年までフロリダ州立大学で学び、エルンスト・フォン・ドホナーニとエゴン・ペトリにピアノ、ルイス・パンカスキーに音楽理論を師事。大学卒業後も、ペトリが亡くなるまでレッスンを受けた。1968年には、ジョン・オグドンの独奏でフェルッチョ・ブゾーニのピアノ協奏曲を商業録音として初録音した時、ロイヤル・フィルハーモニー管弦楽団を指揮した。ピアノの改良に興味を持ち、1990年代半ばには、ピアノに下蓋をつけるシステムを考案している。